# Baguer-Pican
Baguer-Pican es una localidad y comuna francesa en la región administrativa de Bretaña, en el departamento de Ille y Vilaine y distrito de Saint-Malo. 

## Demografía
| 862 | 911 | 832 | 873 | 980 | 985 |
| Para los censos de 1962 a 1999 la población legal corresponde a la población sin duplicidades (Fuente: INSEE [Consultar]) |     |     |     |     |     |

## Lugares de interés
La fuente Saint Macaire y alrededores